# Роб Форд
Роберт Брюс Форд (англ. Robert Bruce Ford; 28 травня 1969 — 22 березня 2016) — канадський політик і бізнесмен, який обіймав посаду 64-го мера Торонто від 2010 до 2014 року. Перед своїм терміном на посаді мера і після нього Форд був депутатом міської ради, який представляв округ 2 Етобіко-Північ. Його вперше було обрано до міської ради Торонто на муніципальних виборах у Торонто 2000 року, і він двічі переобирався на посаду в раді.
Його політична кар’єра, зокрема мерство, ознаменувалася низкою особистих і службових суперечностей і судових позовів. У 2013 році він потрапив у наркоманський скандал, про який широко повідомляли національні та закордонні ЗМІ. Після цих звинувачень Форд відмовився  піти у відставку за власним бажанням, але міська рада проголосувала за передачу деяких повноважень мера та підпорядкованого персоналу заступникові мера Норму Келлі на решту терміну Форда.
Форд взяв тимчасову відпустку та пройшов курс лікування від алкогольної і наркотичної залежності. Незважаючи на скандал, Форд спочатку подався на участь у наступних виборах мера, запланованих на жовтень 2014 року, але після того, як у вересні 2014 року його госпіталізували та діагностували у нього пухлину черевної порожнини, Форд відмовився від перегонів мера та замість цього зареєструвався, щоб балотуватися на свою стару депутатську посаду в міській раді. Джон Торі змінив його на посаді мера 1 грудня 2014 року, тоді як Форд повернув своє колишнє депутатство. Форд отримував лікування від раку і зміг ненадовго повернутися до ради, але помер у березні 2016 року після того, як хіміотерапія виявилася неефективною.

## Ранні роки

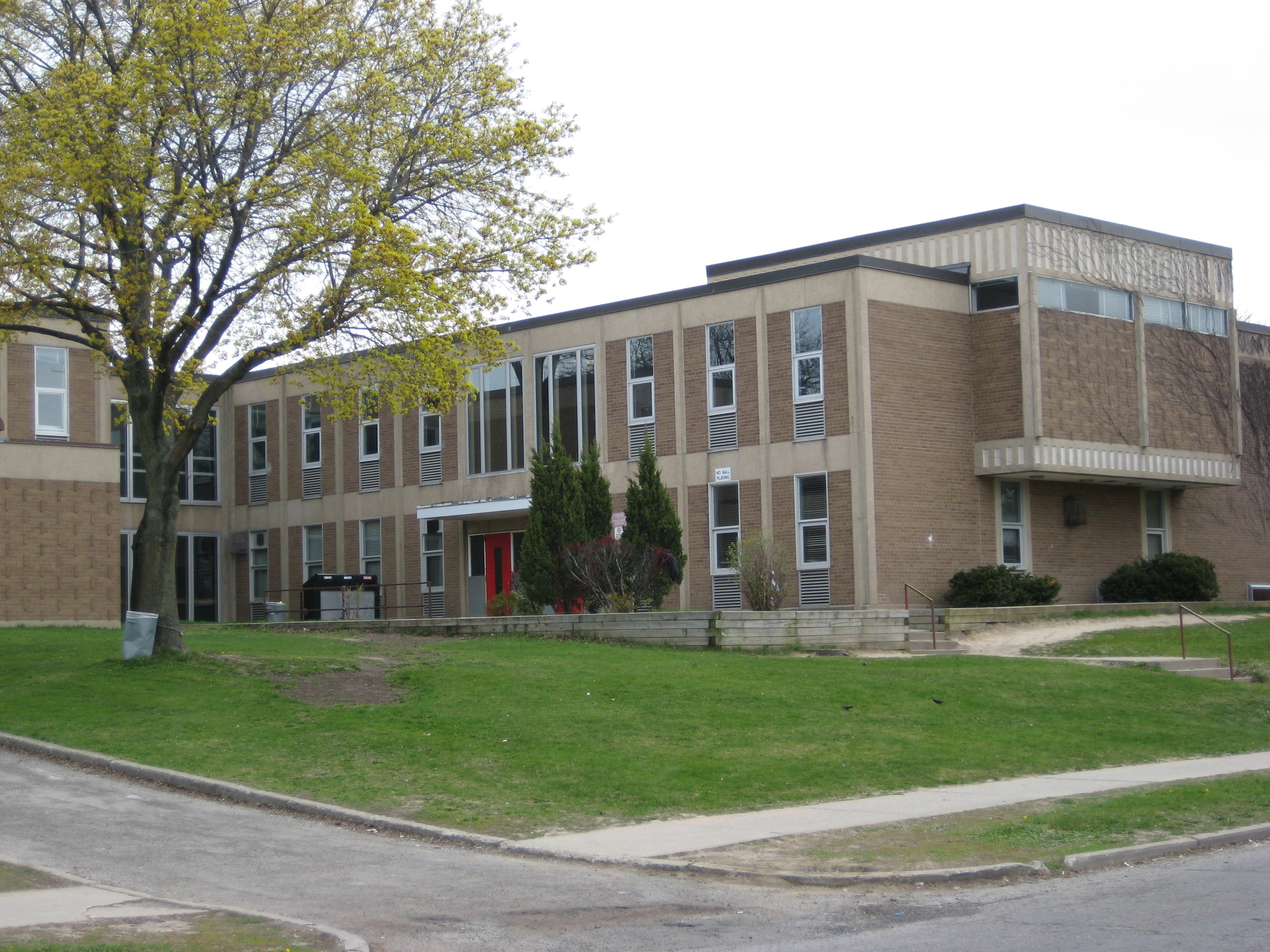
Форд народився в Етобіко, де навчався в колегіальній школі Скарлетт-Гайтс.

Форд народився в Етобіко, Онтаріо у 1969 році, був молодшим із чотирьох дітей ( Даґ, Кеті, Ренді та Роб) у сім'ї Рут Даян ( уродж. Кемпбелл) і Даґласа Брюса Форда. Його дідусь і бабуся по батьківській лінії були англійськими іммігрантами. Його батько разом із Тедом Герріотом був співзасновником компанії Deco Labels and Tags яка виробляє чутливі до тиску етикетки для продуктових товарів у поліетиленовій упаковці з річним обсягом продажів приблизно CA$100 млн і був прогресивним консервативним депутатом парламенту провінції (MPP) від 1995 до 1999 року.
Форд навчався колегіальній школі Скарлетт-Гайтс в Етобіко. Він мріяв стати професійним футболістом, і його батько заплатив за його відвідування спеціальних футбольних таборів в університеті Нотр-Дам й у філії Вашингтонської НФЛ. Після закінчення середньої школи Форд вступив до Карлтонського університету в Оттаві, щоб вивчати політологію. Він потрапив до футбольної команди, але не зіграв у жодному матчі. Через рік він покинув Карлтон і повернувся до Торонто, не отримавши вищої освіти. Після Карлтона він почав працювати продавцем у Deco. Після смерті Даґа Форда-старшого в 2006 році сім'я Форда зберегла право власності на Deco Labels через корпорацію Doug Ford Holdings. Форд разом зі своїми братами та матір'ю були директорами компанії.
У серпні 2000 року Форд одружився з Ренатою Брейняк, з якою познайомився в середній школі, у римо-католицькій церкві Всіх Святих в Етобіко. Вони зустрічалися з моменту розлучення Брейняк з її першим чоловіком у лютому 1996 року. Форд жив із Ренатою та їхніми двома дітьми, Стефані та Даґом, у Етобіко до своєї смерті в 2016 році.

## Політична кар'єра

### Міська рада

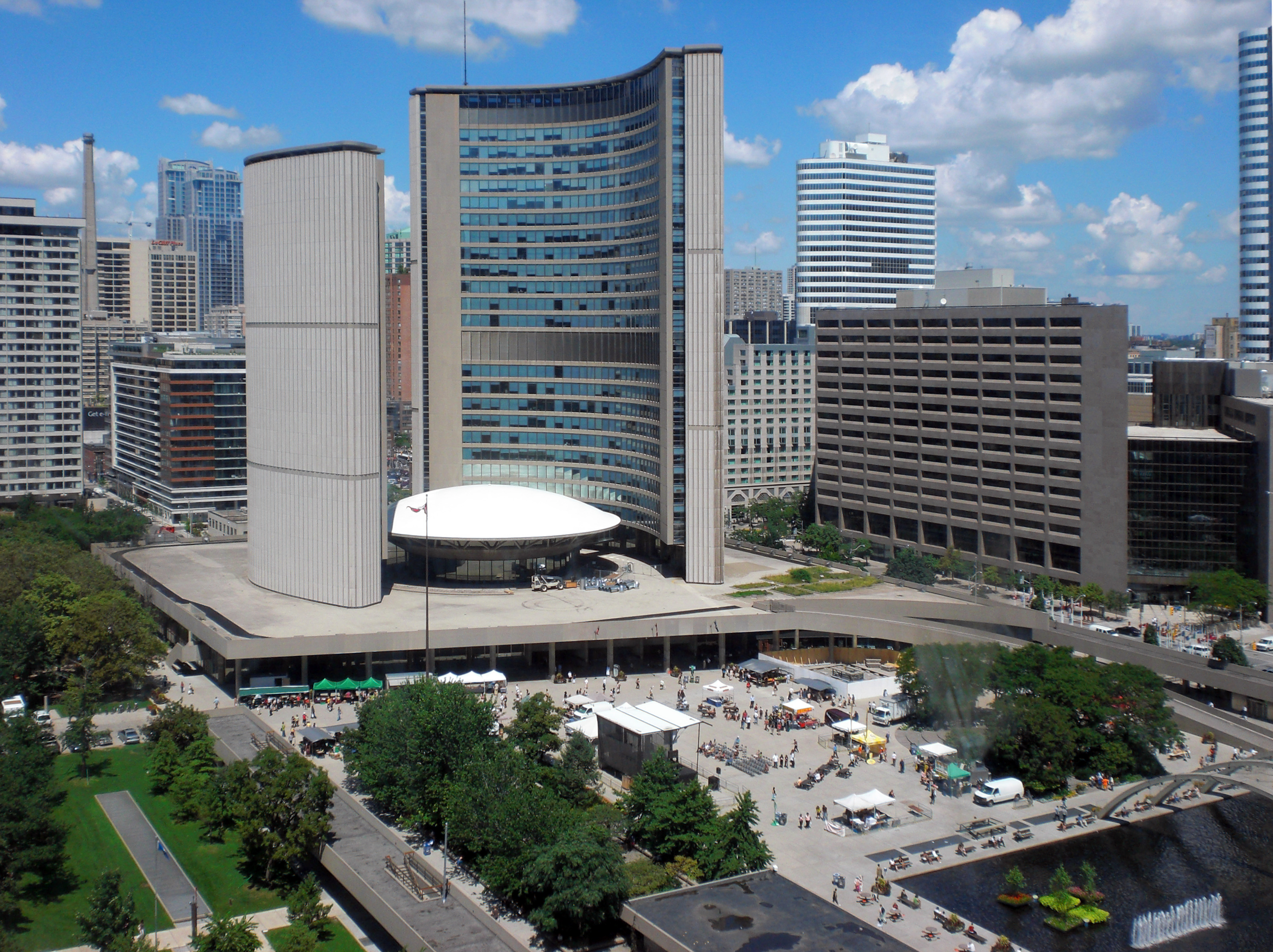
Форд обіймав посаду міського радника в міській раді Торонто від 2000 до 2010 року.

Форд був депутатом міської ради три терміни з 2000 року до жовтня 2010 року, представляючи округ 2 Етобіко-Північ. Під час перебування на посаді радника Форд різко критикував витрати радників. Форд був відомий своїми різкими коментарями та пристрасними суперечками на раді.
Форд вперше балотувався до міської ради Торонто в 1997 році, посівши четверте місце після Глорії Ліндсей Лубі в районі 3 Кінґсвей-Гамбер. На наступних виборах у 2000 році Форд балотувався в радники округу 2 Етобіко-Північ, отримавши підтримку журналістів Toronto Star. Форд переміг чинну депутатку Елізабет Браун, що вважалося одним із кількох потрясінь в Етобіко. За словами Форда, «люди сказали, що хочуть змін, і вони їх отримали».
Район 2 розташований у північно-західній частині міста в колишньому місті Етобіко. У 2006 році населення району, яке налічувало понад 50 000 осіб, на 53% складалося з іммігрантів, найбільшою групою були вихідці з Південної Азії. Дільниця змішана за своєю природою: 40% житла є односімейними будинками, а 35% - багатоповерховими квартирами та кондомініумами. Він також відомий як територія, де відбувалося бандитське насильство, зокрема шість вбивств у 2000 році.
Раніше Форд проживав на території виборчої дільниці, але після одруження, якраз перед виборами 2000 року, переїхав до дільниці № 4. У 2003 році Форд був переобраний з 80% голосів на 2-й дільниці, перемігши двох кандидатів від місцевої сомалійської громади. На виборах 2006 року Форд знову переміг, обійшовши сомалійсько-канадського кандидата Кадіджію Алі, цього разу набравши 66% голосів.

#### Міський бюджет на 2001 рік
Саме під час обговорення бюджету 2001 року Форд відзначився своїми пристрасними промовами. Місто Торонто зіткнулося з дефіцитом бюджету в кілька сотень мільйонів доларів, достатнім для підвищення податку на 32% після того, як уряд Онтаріо переклав надання послуг із провінційного рівня на міський, якому  довелось їх оплачувати. Мер Торонто Мел Ластман благав інші рівні врядування про фінансову допомогу. За словами Дона Ванаґаса, оглядача National Post на тему міських справ, інші члени ради закусили губи, коли Форд піднявся, щоб виступити. «Я мушу трясти своєю головою, тому що від їхніх висловлювань, які виходять з вуст деяких із цих радників, у мене дах їде, клянусь... Цих радників — їх уже час мітлою вимести з нашого двора! Це комедія, їй богу. Тут урядова тяганина. Тут бюрократична. Це нонсенс, мати весь цей уряд. Це справжній нонсенс. Це така єрунда! Якщо вам не подобається те, що робить провінція, — прошу дуже, у червні 3-го року будуть вибори – до речі, якраз перед нашими виборами". Радник Енн Джонстон запропонувала присудити Форду "премію нео-кон дня", а радник Джо Панталоне порадив Форду взяти таблетку заспокійливого. Форд виступав проти того, щоб витрачати гроші на бар'єр для запобігання самогубствам на віадуку Принца Едварда, натомість витрачати їх на затримання педофілів, «які є основною причиною того, що люди стрибають з мостів».
Форд запропонував скоротити оперативний бюджет кожного члена ради на 200 000 доларів, тобто кошти поїздрк на конференції, припинити використання міських лімузинів та членства в клубах. За словами Форда, «якби ми скасували пільги для членів ради, ми легко заощадили б 100 мільйонів доларів». Форд був одним із лише чотирьох членів ради, які проголосували проти 5% збільшення податків на нерухомість у 2001 році. Форд практично не використовував виділений містом бюджет на канцелярські витрати, оплачуючи ці витрати зі своєї зарплати. Він використав 10 доларів міських грошей за перший рік і 4 долари за другий рік. На думку Форда, "всі ці офісні бюджетні речі — це підплачування собі самому. Чому платники податків повинні платити за це? Це виносить мені мозок".

#### Міський бюджет на 2002 рік
Під час дебатів навколо муніципального бюджету на 2002 рік між Фордом і радником Джорджо Маммоліті виникло кілька гарячих суперечок, де Маммоліті назвав Форда «жуліком», а Форд назвав Маммоліті «шахраєм». Суперечка настільки загострилася, що Форд назвав Маммоліті «пацанчиком Джино» (англ. Gino-boy). Маммоліті назвав образу "расистським висловом" і подав скаргу в міську комісію з прав людини. Троє радників заявили, що чули образи, сказані Фордом, але той це заперечив. Форд відхилив зауваження членів ради, заявивши, що вони брехуни, якщо вважали, що він допустив расистське висловлювання. «Я консерватор, а більшість людей ліві і терпіти не можуть мою політику». Ці перепалки змусили радника Пем Макконнелл саркастично поскаржитися на «отруєння тестостероном» у раді. Форд продовжив обмін репліками і поза межами ради з оглядачем Джоном Барбером із The Globe and Mail: «Я не расист. Будь-хто, хто назве мене расистом, зіткнеться з наслідками!», на що Барбер відповів: «Ви і є расист».

#### Муніципальні вибори 2003 року
На муніципальних виборах 2003 року Форд закликав позбутися дванадцятьох політичних кандидатів, звинувачуючи їх у фінансовій безвідповідальності: «Нам просто потрібно позбутися цих довічних політиків, які напряму роздають гроші групам особливих інтересів і не служать громаді. Мене це вже дістало. Нам потрібна нова рада, інакше це місто вилетить в трубу». Форд націлився на Браяна Ештона, Марію Оґімері, Сандру Бассін, Олівію Чау, Пем Макконнелл, Говарда Моско і Шерен Шо. Шо програла на виборах майбутньому керівнику бюджетного комітету Форда Майклові Дель Ґранде, тоді як решта були переобрані.
Форд зробив пріоритетом реагування на проблеми місцевих виборців, часто сам відповідаючи на дзвінки або зустрічаючись з міськими посадовцями для вирішення проблем. У 2005 році місцева радіостанція AM 640 перевірила реакцію радників, попросивши репортера зателефонувати в неробочий час, щоб повідомити про вибоїну. Форд був одним із лише трьох радників, які передзвонили особисто протягом дня. Його старанність у вирішенні проблем виборців перетворилася на конкурентне суперництво з колегами-радниками Говардом Моско та Ґлорією Ліндсей Лубі.
У червні 2006 року Форд виступив проти того, щоб місто виділяло 1,5 мільйона доларів на запобігання СНІДу, стверджуючи, що більшості платників податків немає чого переживати про СНІД. Форд публічно вибачився за коментарі в травні 2010 року під час своєї кампанії на мера після того, як його опонент Джордж Смітерман поставив під сумнів адекватність Форда через це зауваження. На засіданні ради 5 березня 2008 року Форд заявив: «Ці східні люди працюють, як собаки», за що він пізніше мусив офіційно вибачатися, заявивши, що хотів висловити таким чином комплімент.
7 березня 2007 року Форд виступив проти того, щоб велосипедисти ділили дорогу з автомобілістами, бо дороги, мовляв, були «створені для автобусів, автомобілів і вантажівок, а не для людей на велосипедах».  Будучи радником, Форд виступав проти встановлення велосипедних доріжок на Університетській авеню та Джарвіс-стріт, а під час своєї передвиборчої кампанії запропонував витратити гроші на позашляхові велосипедні доріжки. Велосипедні доріжки були встановлені на Джарвіс у 2010 році через заперечення захисників дорожнього руху, і Форд зробив пріоритетним завданням їх видалення під час своєї кампанії. Будучи мером, він зміг добитися від ради скасування рішення в 2011 році. Цей крок був розкритикований прихильниками велосипедного руху та спричинив протести. Велосипедні доріжки на Джарвіс, встановлення яких у 2011 році обійшлося місту в 86 000 доларів США, було видалено в грудні 2012 року, щр коштувало 200 000–300 000 кан. доларів. Водночас облаштували фізично розділені велодоріжки на вулиці Шерборн. Президент Спілки велосипедистів Торонто Андреа Ґарсія високо оцінила встановлення смуг на Шербурн: «Міста по всій Північній Америці, які роблять набагато інноваційніші речі для велосипедистів, будують окремі велосипедні смуги протягом тривалого часу. ... Чудово побачити, що Торонто нарешті це наздоганяє." Однак вона також шкодувала про втрату смуг на Джарвіс: "Люди живуть, працюють і ходять до школи на обох цих вулицях, і їм усім потрібен безпечний шлях, щоб дістатися до цих місць".

### Вибори мера Торонто 2010 року
Форда було обрано мером 383 501 голосом (47%) проти 289 832 (35,6%) Джорджа Смітермана та 95 482 (11,7%) Джо Панталоне. Явка склала близько 52% зареєстрованих виборців, що було найвищим показником за всю історію Торонто після злиття. Результати виборів у кожному районі показали, що Форд виграв усі колишні передмістя до об’єднання, тоді як Смітерман мав більшість в округах районів Торонто до об’єднання. Форд отримав 80 000 голосів від дільниць "Даунтаун 13", або 20% від загальної кількості голосів. Форд грав на популістській платформі фіскального консерватизму та на розширенні метро. Під час кампанії скандали пішли на користь Форду. Після того, як його судимість за водіння в нетверезому стані стала публічною, його частка голосів зросла на 10%. Після того, як стало відомо, що йому заборонили працювати тренером у середній школі, він за одну ніч зібрав CA$25,000 у вигляді внесків на кампанію.

### Міський голова

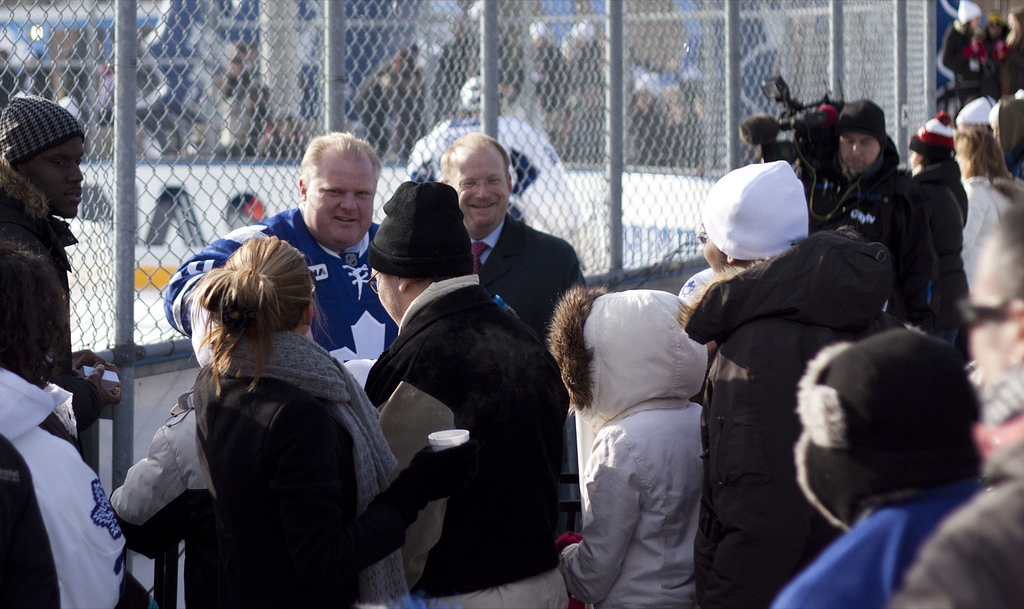
Форд на тренуванні Торонто-Мейпл-Ліфс у парку Триніті-Беллвудс, 2010 рік.

Після виборів Форд очолив «перехідну команду» Кейса Утса, колишнього керівника бюджетного комітету Торонто, колишнього радника, який покинув свою посаду. Зі свого передвиборчого штабу Форд призначив Ніка Коваліса головою свого штабу;  Марк Товей, який розробив платформу кампанії Форда, став його радником з питань політики;  і Адріенн Батра, його радниця з комунікацій, — прес-секретарем. Члена ради Даґа Голідея, який допоміг обратись депутатом Даґу Форду, було призначено заступником мера. До виконавчого комітету міської ради Форд призначив членів ради, які підтримали його в його кампанії. На церемонії інавгурації на першому засіданні нової ради Форд попросив телевізійного коментатора Дона Черрі представити його та офіційно надати йому повноваження мера. Черрі викликав деякі суперечки своїми зауваженнями. Черрі описав, як Форд виправив помилку елмунальних служб, які зрізали дерево на чиїйсь приватній ділянці в Торонто без вагомої причини, а потім виставили рахунок власнику, який страждав на хворобу Альцгеймера. Черрі додав: «Хоча б спробуйте це докумекати, ви ліві недоумки», і додав щодо рожевого костюма, який він мав на собі, «Я вбрався на рожево, щоб до всіх тих рожевеньких, які там їздять на роверчиках і таке інше, трошки підлизатися" . На своєму першому засіданні в грудні 2010 року рада проголосувала за скасування щорічного збору за реєстраційні номери транспортних засобів у розмірі 60 доларів, ухваленого попередньою радою. Скасування цього податку, що було передвиборною обіцянкою Форда, набуло чинності 1 січня 2011 року.

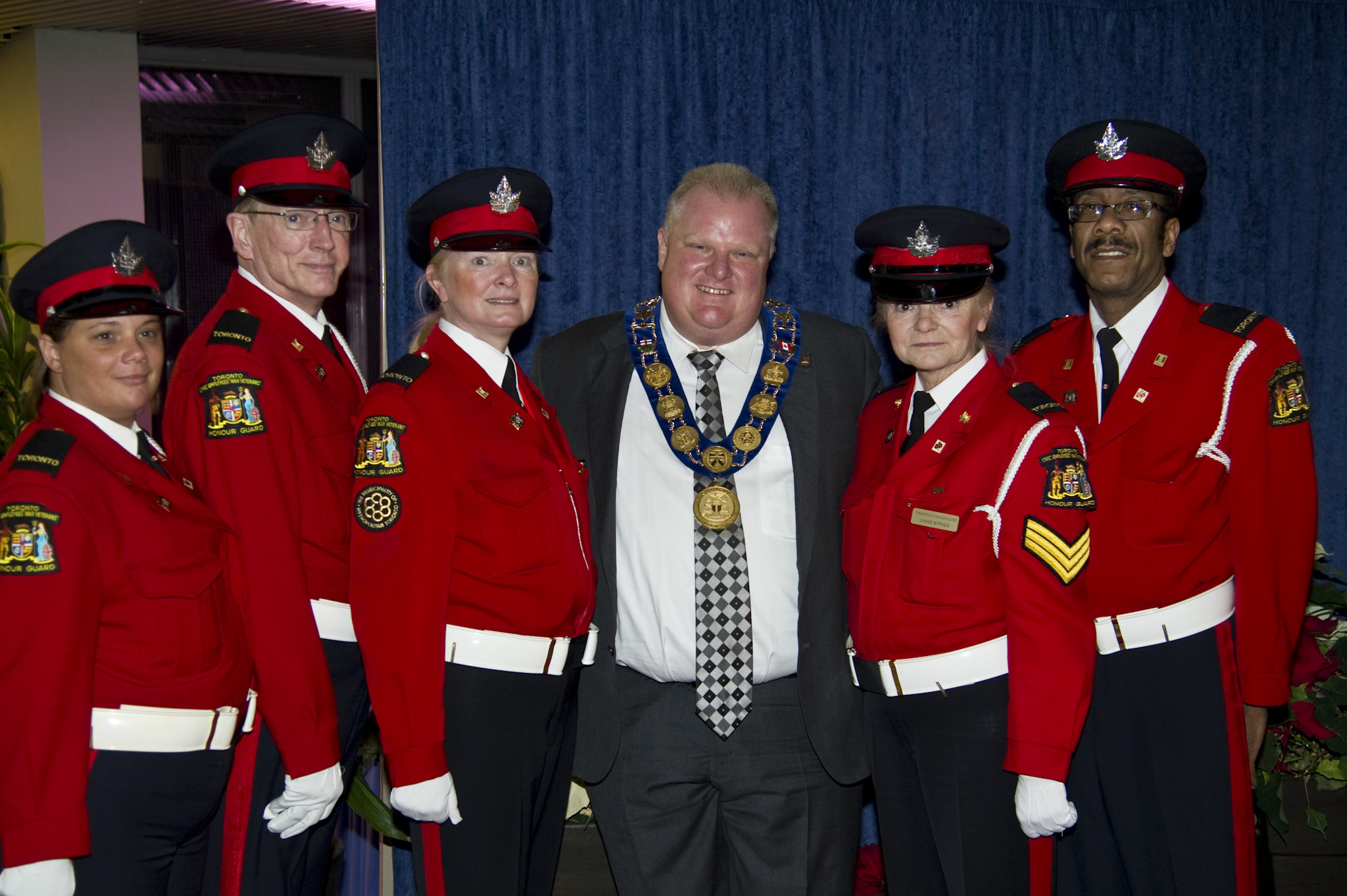
Форд на щорічній новорічній зустрічі з мером у мерії Торонто.

Протягом першого року перебування на посаді рада переважно схвалювала пропозиції Форда. Форд приватизував сміттєзбірник на захід від Янґ-стріт. Раніше лише Етобіко мало приватизований вивіз сміття. У перший рік мера Форда в 2011 році податок на нерухомість не підвищувався, а в наступні роки зростання було меншим за рівень інфляції. Під керівництвом Форда рада проголосувала за оголошення TTC основною службою. Форд зменшив, але не зміг повністю скасувати податок на передачу землі з часів Міллера. Влітку 2013 року міська рада схвалила план Форда скасувати транзитний план «Транзитне місто» та побудувати розширення лінії метро Скарборо, виконавши одну з головних передвиборчих обіцянок Форда. Пізніше цей проєкт був схвалений і отримав фінансування як із рівня провінції, так і з федерального рівня. У наступні роки Рада відхилила транзитні плани Форда, включно з відмовою від розміщення трамвайної лінії Crosstown LRT під землею протягом усього маршруту. Ближче до кінця терміну Форда повноваження Форда були скорочені Радою, що було зумовлене особистими проблемами Форда, зокрема повідомленнями про відео, на якому Форд курить крек-кокаїн.
Брат Роба Форда, Даґ Форд, був міським радником Торонто від округу 2 Етобіко-Північ у Торонто від 2010 до 2014 року, під час терміну перебування Роба на посаді мера.

### Вибори 2014 року
Форд зареєструвався 2 січня 2014 року як кандидат на осінні вибори мера. Форд брав участь у кількох дебатах, але пішов у відпустку у травні та червні, щоб вирішити проблеми зловживання психоактивними речовинами після того, як з’явилося відео, на якому він курить крек. Форд повернувся з відпустки в липні та посів друге місце після Джона Торі та попереду Олівії Чау. 12 вересня 2014 року Форд раптово зняв свою кандидатуру через виявлення пухлини в черевній порожнині, яка була підозрюваною, а згодом підтверджена раковою. Його брат Даґ зареєструвався як кандидат у мери замість Форда, а Форд натомість зареєструвався як кандидат у міські радники у своєму старому виборчому окрузі  2 Етобіко-Північ. Даґ Форд, набравши 33% голосів, зазнав поразки на виборах мера 27 жовтня від Торі, який отримав 40%, тоді як Роб Форд був успішним у 2 Етобіко-Північ, отримавши 58% голосів. Термін повноважень Форда на посаді мера закінчився 30 листопада 2014 року. Він заявив, що має намір знову балотуватися на посаду мера у 2018 році .

## Особисте життя

### Тренер з футболу
Форд добровільно виділяв свій час, щоб тренувати шкільні футбольні команди. Форд вперше був тренером у середній школі Ньютонбрук у 2001 році, поки його не звільнили через суперечку з гравцем. Він тренував у Католицькій середній школі Дона Боско від 2001 до 2013 року, коли шкільна рада католицького округу Торонто звільнила його після суперечливого телевізійного інтерв’ю, яке призвело до перегляду його тренерської діяльності. Форд пожертвував 20 000 доларів на спорядження команди «Дон Боско» та заснував фонд під назвою «Футбольний фонд Роба Форда», щоб фінансувати команди в інших незаможних школах, які намагаються виставити футбольні команди.
У вересні 2017 року мер Торонто Джон Торі разом із радником Стівеном Голідеєм і родиною Фордів запропонували перейменувати стадіон у Сентенніал-Парку на Меморіальний стадіон Роба Форда Rob Ford Memorial Stadium на честь тренерської роботи Форда. Міська рада відхилила пропозицію 24-11 під час голосування 5 жовтня 2017 року.

### Побутові негаразди
У 2008 році після дзвінка 9-1-1 з дому Форда його звинуватили в нападі та погрозі вбивством своїй дружині. Коронний прокурор сказав, що «не було жодних розумних перспектив засудження», оскільки були «проблеми достовірності» щодо звинувачень дружини Форда через непослідовність у її заявах. Тоді Форд сказав, що він радий, що випробування закінчилися, і що він і його дружина звернулися до сімейної консультації.
У двох окремих інцидентах, 25 жовтня 2011 року та знову 25 грудня 2011 року, поліцію викликали до дому Форда для розслідування сімейних суперечок. Під час інциденту на Різдво його теща зателефонувала в 9-1-1 між 4:00  –  5:00 a.m. за місцевим часом, оскільки вона була стурбована тим, що Форд пив і збирався забрати своїх дітей до Флориди всупереч волі дружини. Жодних звинувачень не було висунуто за жодним інцидентом. Подальші дзвінки до поліції у зв’язку з побутовими інцидентами мали місце у 2012 році та 27 серпня 2013 року. Знову ж таки, жодних звинувачень висунуто не було.

### Алкогольна та наркотична залежність

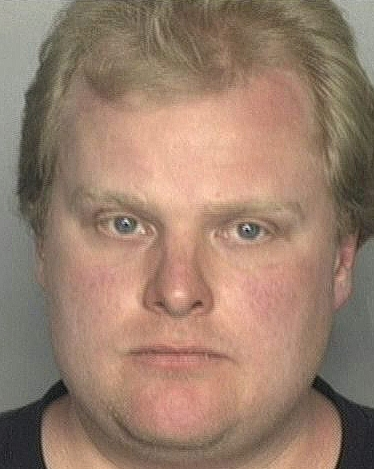
Поліційне фото у Маямі, Флорида (1999).

Форд багато років страждав від алкогольної та наркотичної залежності. Після смерті його батька в 2006 році жорстоке поводження Форда зросло і призвело до епізодів публічного сп'яніння, а потім публічних заперечень. Його епізоди, які були симптомами алкогольної та наркотичної залежності, широко висвітлювалися в засобах масової інформації та викликали загальний осуд. Жорстоке поводження з боку Форда призвело до того, що його позбавили більшої частини повноважень мера Торонто, а згодом він пішов на реабілітацію від наркозалежності. .
15 квітня 2006 року Форд відвідав хокейний матч Торонто Мейпл Ліфс в Air Canada Center. За словами подружжя, яке перебувало поруч, Форд був нетверезий, нецензурно лаявся та ображав людей. Тоді подружжя надіслало детальну скаргу до мерії Торонто. Коли через три дні репортер National Post зробив запит про цей випадок, Форд спочатку заперечував, що був на грі, але пізніше це визнав. «Я переживаю кілька особистих проблем, але це не виправдовує, знаєте, пияцтво в громадських місцях і, так би мовити, ідіотське поводження, раз ви вже питаєте».
Смерть батька Роба Форда, Даґа Форда-старшого, у вересні 2006 року від раку була точно визначена як період часу, коли Форд перейшов на крек-кокаїн на додаток до алкоголю. Засуджений торговець героїном, який постачав сестру Форда Кеті, пригадав вечірку з Фордом приблизно в той час. За словами репортера Робін Дуліттл, Форд приходив додому увечері і сильно випивав та вживав важкі наркотики або ліки, що відпускалися за рецептом.
Під час його кампанії мера 2010 року арешт Форда в Маямі, штат Флорида, у 1999 році за підозрою в наркотичному стані та зберігання марихуани став предметом обговорення під час виборів, коли Toronto Star опублікувала подробиці арешту. Форд не заперечував звинувачення в DUI, тоді як звинувачення щодо марихуани було знято. Форду призначили штраф. Коли Форда вперше спитали, він це заперечив. Коли Фордові пред'явили документи про арешт, він вибачився і заявив, що забув про це. Тоді він оголосив на прес-конференції, що його звинуватили в тому, що він не надав аналізу дихання, коли його заарештували та засудили за водіння в нетверезому стані.
Під час святкування Дня Святого Патріка в березні 2012 року Форд був «дуже нетверезим» біля мерії та ресторану в центрі міста. За словами присутніх, він влаштував "дику вечірку" у своєму кабінеті. Форд збив з ніг співробітника, ображав інших, а потім пішов у ресторан. За свідченням одного з рфіціантів, Форд вживав кокаїн у туалеті ресторану. Після того, як він «розгулявся» на танцмайданчику ресторану, він повернувся до мерії на таксі, висловлюючи расистські образи водієві. Після 2:00 Форд блукав біля мерії з пляшкою бренді, вживаючи нецензурну лексику на адресу свого співробітника, Ерла Провоста, перш ніж охорона організувала, щоб його відвезли додому. Про цей інцидент стало відомо в листопаді 2013 року після того, як через запити на доступ до інформації було знайдено електронний лист від охоронця мерії з описом інциденту.
Персонал Форда намагався переконати Форда лікуватися від алкоголізму, але він спочатку відмовлявся. Повідомлялося, що Форд курив марихуану на стоянці коло торгового центру. У лютому 2013 року Форд відвідав Гарнізонний бал і, як повідомлялося, був неадекватним. Його працівники випровадили його після того, як організатор заходу попросив його піти. У березні 2013 року Форда звинуватили в обмацуванні колишнього кандидата в мери Сари Томсон на світському заході,  і Томсон публічно заявила, що думає, що він був під дією кокаїну. Приблизно в той час Форд був записаний на відео, як палить крек-кокаїн, відео, яке дилери намагалися продати репортерам Toronto Star та інших ЗМІ.
У листопаді 2013 року в прямому ефірі на телебаченні Форд заперечував, що робив непристойні пропозиції помічниці і нібито сказав, що хотів займатися з нею оральним сексом. У своєму запереченні він сказав: «Я щасливий у шлюбі. У мене більше, ніж достатньо, чим підживитися вдома». Пізніше він вибачився за свої відверті коментарі.
У квітні 2014 року Форд став учасником ще одного інциденту в Air Canada Centre. Форду разом із керівником міського бюджету Френком Ді Джорджо було відмовлено в доступі до лаунжу директора в Air Canada Centre. На відео було знято, як він непристойно лається під час сварки з охороною. Пізніше він заперечив, що був у стані алкогольного сп'яніння, і звинуватив у інциденті голосування проти внеску в 10 мільйонів доларів у план MLSE щодо розширення BMO Field. Ді Джорджо описав Форда як "десь посередині між тверезим і п'яним".
11 серпня 2016 року, через чотири місяці після його смерті, поліцейська служба Торонто зняла заборону на публікацію оригінального відео Форда, який курить крек, після того, як із Сандро Лісі було знято звинувачення у вимаганні. Відео з мобільного телефону було «таємно» записано Мохамедом Сіадом у лютому 2013 року. На відео видно, як Форд курить крек-кокаїн зі скляної трубки. Його слова невиразні та здебільшого нечутні під час розмови. Незадовго до того, як він зізнався, що курив крек, Форд сказав: «Що б не було на цьому відео ... Жителі Торонто заслуговують на те, щоб це побачити, і люди повинні самі оцінити те, що вони бачать на цьому відео".

## Хвороба і смерть
Після сильних болей у животі у вересні 2014 року Форд був госпіталізований до регіональної лікарні Гамбер-Рівер у Північному Йорку з пухлиною живота, з якої була взята біопсія. Форд оголосив, що не балотуватиметься на виборах мера Торонто 2014 року через хворобу; його брат Даґ балотувався б замість нього. Форд вирішив балотуватися на своє колишнє місце у міській раді. Ймовірно, невдовзі він розпочав лікування кількома хіміотерапевтичними засобами; лікар не сказав, чи знадобиться Форду операція чи променева терапія.
17 вересня 2014 року доктор Зейн Коен з лікарні Маунт-Сінай (провідний лікар медичної групи Форда) повідомив, що у Форда діагностовано плеоморфну ліпосаркому, рідкісну форму раку, яка виникає в жировій тканині. Форду провели курс хіміотерапії та зробили операцію. Після хіміотерапії та променевої терапії Форд оголосив на прес-конференції, що 11 травня 2015 року він переніс тривалу операцію з видалення пухлини. Він сказав, що буде "поза роботою" протягом чотирьох місяців. На громадському барбекю, організованому родиною Фордів у 2015 році, Роб оголосив, що лікарі видалили йому ракові пухлини.
28 жовтня 2015 року Форд виявив, і його лікар підтвердив, що у його сечовому міхурі росте нова пухлина. Наступного дня Даґ Форд повідомив журналістам, що за результатами комп’ютерної томографії було виявлено, що пухлина є раковою і відповідає ліпосаркомі (попередній пухлині).
17 березня 2016 року офіс Форда оголосив, що він перебуває в лікарні "зі своєю сім'єю поруч", оскільки хіміотерапія не принесла успіху, і лікарі визначають, чи зможе він продовжити лікування за станом здоров'я. Сім'я Фордів подякувала багатьом, хто бажав колишньому меру успіху в останні тижні, але просила про приватність. Веб-сайт Роба Форда «швидше одужуй» був створений родиною Фордів, щоб надсилати позитивні повідомлення Форду, поки він лікувався від раку; за перші два тижні після створення він отримав понад 5000 повідомлень від доброзичливців.
21 березня офіс Форда підтвердив, що його помістили на паліативну допомогу в лікарню Маунт-Сінай. Форд помер наступного дня у віці 46 років. Після його смерті в мерії оголосили офіційний траур. Прапори на муніципальних будівлях були приспущені; у міській ратуші було заведено книгу співчуттів, для особистих повідомлень на тротуарі площі Нейтана Філіпса було надано крейду, подібно до того, як було зроблено після смерті Джека Лейтона; і тривимірний знак Торонто був затемнений на площі. В мерії протягом двох днів проходили візити за участю родини Фордів. 30 березня відбулася публічна панахида в соборі Сент-Джеймс, а ввечері відбулося публічне вшанування його життя в Конгрес-центрі Торонто. Форда поховали на кладовищі Ріверсайд в Етобіко, де похований і його батько.
Його брати Даґ і Ренді взяли на себе управління часткою Роба в Deco Labels and Tags після його смерті.

## Спадщина
У вересні 2017 року тодішній мер Торонто Джон Торі, підтриманий головою палати 3 Стівеном Голідеєм і родиною Фордів, запропонував перейменувати стадіон Centennial Park на честь Форда. 4 жовтня 2017 року міська рада відхилила запропоноване перейменування. У 2023 році радник Пол Ейнслі висунув іншу пропозицію змінити назву на «Стадіон Роба Форда». Ця пропозиція була прийнята 17–6, у тому числі за підтримки мера Торонто Олівії Чау.
Скандал із наркотиками Форда був драматизований у канадському фільмі «Керуй цим містом».

### Подальше читання
- The agony of Rob Ford. Canadian Broadcasting Corporation. Процитовано 10 листопада 2015.
- Filion, John (2015). The Only Average Guy: Inside the Uncommon World of Rob Ford. Random House Canada. ISBN 9780345815996.
- Ford, Rob; Ford, Doug (2016). Ford Nation: Two Brothers, One Vision. Toronto, Ontario, Canada: HarperCollins. ISBN 978-1-44345-175-8.
- LaPointe, Kirk (5 січня 2012). Reports About 9–1–1 Calls Made by Toronto Mayor Rob Ford. REVIEW FROM THE OFFICE OF THE OMBUDSMAN. Процитовано 12 липня 2014.
- Marche, Stephen (6 листопада 2013). Toronto's Hot Mess: What Mayor Rob Ford Knows About Toronto. The New York Times. с. A29 (New York edition).
- McDonald, Marci (2012). The Incredible Shrinking Mayor. Toronto Life (May 2012): 40—54. Архів оригіналу за 28 жовтня 2014.
- Tossell, Ivor (2012). The Gift of Ford. Random House Canada. ISBN 9780345812575.
- Towhey, Mark (2014). Mayor Rob Ford: Uncontrollable: How I Tried to Help the World's Most Notorious Mayor. Skyhorse. ISBN 9781634500425.

## Зовнішні посилання
- - City of Toronto profile [Архівовано 10 жовтня 2013 у Wayback Machine.]
  - Rob Ford for Mayor Main Page – 2014 Toronto Mayoral Collection – Web Archive created by the University of Toronto Libraries
  - Rob Ford for Mayor Accomplishments Page – 2014 Toronto Mayoral Collection – Web Archive created by the University of Toronto Libraries
  - Rob Ford for Mayor Photos Page – 2014 Toronto Mayoral Collection – Web Archive created by the University of Toronto Libraries
  - Rob Ford for Mayor Speeches Page – 2014 Toronto Mayoral Collection – Web Archive created by the University of Toronto Libraries
  - Rob Ford for Mayor Videos Page – 2014 Toronto Mayoral Collection – Web Archive created by the University of Toronto Libraries
  - Роб Форд на сайті Find a Grave (англ.)